# V383 Водолея
V383 Водолея (лат. V383 Aquarii) — одиночная переменная звезда в созвездии Водолея на расстоянии (вычисленном из значения параллакса) приблизительно 7097 световых лет (около 2176 парсеков) от Солнца. Видимая звёздная величина звезды — от +12,7m до +12,25m.

## Характеристики
V383 Водолея — белая пульсирующая переменная звезда типа RR Лиры (RRC) спектрального класса A. Эффективная температура — около 8138 К.